# Monoide

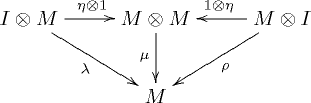
Diagrama comutativo. Na notação acima, 1 é o morfismo de identidade de M, I é o elemento unitário e α, λ e ρ representam a associatividade

Em álgebra abstrata, um monoide é uma estrutura algébrica com uma única operação binária, associativa  e com um elemento neutro.
Monoides ocorrem em alguns ramos da matemática. Em geometria, um monoide captura a ideia de composição de função. Essa noção é abstraída da teoria das categorias, no qual o monoide é uma categoria com um objeto. Os monoides são usados comumente para fornecer fundações algébricas à ciência da computação. Nesse caso, alguns tipos de monoides são usados para descrever uma máquina de estado finito.

## Definição formal
Um monoide pode ser definido de três maneiras completamente equivalentes. Sendo {\displaystyle *} uma operação qualquer:
1. é um conjunto G dotado de uma operação binária para a qual valem as seguintes propriedades:
  1. fechamento: dado {\displaystyle a,b\in G} o elemento resultante da composição de {\displaystyle a} e {\displaystyle b} pertence a {\displaystyle G} ({\displaystyle a*b\in G});
  2. associatividade: para todos {\displaystyle a,b,c\in G} vale {\displaystyle \left(a*b\right)*c=a*\left(b*c\right)=a*b*c};
  3. existência do elemento neutro: existe um único {\displaystyle e} tal que para todo {\displaystyle a\in G} vale {\displaystyle \left(a*e\right)=a=\left(e*a\right)}.
2. é um magma dotado das propriedades:
  1. associativa (associatividade) para todos {\displaystyle a,b,c\in G} vale {\displaystyle \left(a*b\right)*c=a*\left(b*c\right)=a*b*c};
  2. existência de um elemento neutro {\displaystyle e} tal que existe um único {\displaystyle e} tal que para todo {\displaystyle a\in G} vale {\displaystyle \left(a*e\right)=a=\left(e*a\right)}.
3. é um semi-grupo dotado da existência de um elemento neutro {\displaystyle e}: existe um único {\displaystyle e} tal que para todo {\displaystyle a\in G} vale {\displaystyle \left(a*e\right)=a=\left(e*a\right)}.

Um monoide para o qual todo elemento possui elemento inverso é um grupo.
Um monoide é puro quando o único elemento que possui inverso é a identidade.

## Propriedades
- Em um monoide, se um elemento tem um inverso, então o inverso é único.[2]
- O conjunto dos elementos inversíveis de um monoide M, Inv M, é um grupo.[2]